# Crassula cotyledonis
Crassula cotyledonis (лат.) — вид суккулентных растений рода Толстянка (Crassula) семейства Толстянковые (Crassulaceae), естественно произрастающий на территории Намибии и Южно-Африканской Республики.

## Название
Родовое латинское название Crassula происходит от латинского слова crassus, — «толстый», в основном из-за присутствия у растений этого рода сочных листьев.
Видовой латинский эпитет cotyledonis, вероятно, происходит из-за схожести с растениями рода Cotyledon.

## Ботаническое описание

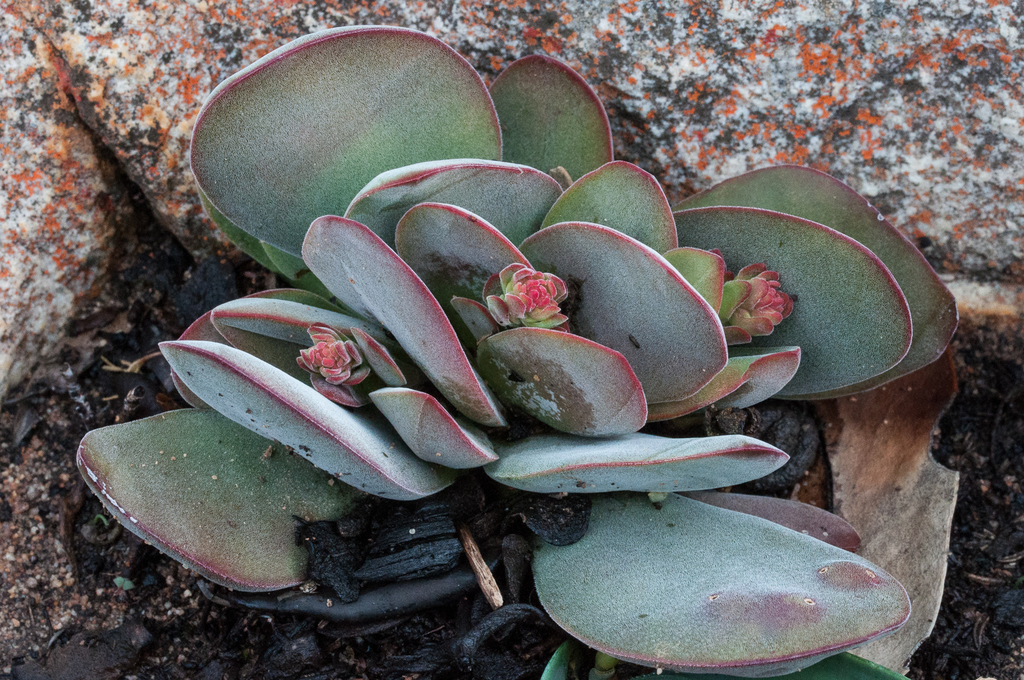
Розетка

Многолетняя мохнатая прикорневая розетка, характеризующаяся одревесневшими стеблями, достигает редко 20 см в длину. Стебли обычно маловетвистые, сохраняют старые листья на ветвях до момента их загнивания. Листья представляют собой разнообразные формы, от продолговато-обратноланцетных до широкообратнояйцевидных, с размерами 30-60(-90) x 10-25(-35) мм. Они тупые или округлые, с дорзивентральным уплощением, но обе поверхности более или менее выпуклые, покрытые грубыми отогнутыми волосками, без краевых ресничек, выстроены в один ряд и имеют оттенок от серо-зелёного до желтовато-зелёного цвета.
Соцветие представляет собой удлиненный тирс с множеством плотных шаровидных дихазиев (т.е. частичных соцветий, формирующихся от 3 до 6 узлов центральной оси), с волосистым цветоносом длиной 0,15-0,3(-0,45) м. Чашечка состоит из долей продолговато-треугольной формы, длиной 2-3 мм, тупых, покрытых раскидистыми волосками, с более или менее заметными краевыми ресничками. Чашечка мясистая и окрашена в серо-зелёный цвет. Венчик цветка может быть трубчатым или почти цилиндрическим, сросшимся у основания на 0,3-0,6 мм, от кремового до бледно-жёлтого оттенка. Лепестки обладают формой пандуриформных, длиной 3-4,5 мм, с почти шаровидным дорсальным придатком в конечном положении и перепончатой вершиной лепестка внутри. Тычинки снабжены желтыми пыльниками.

## Распространение и экология

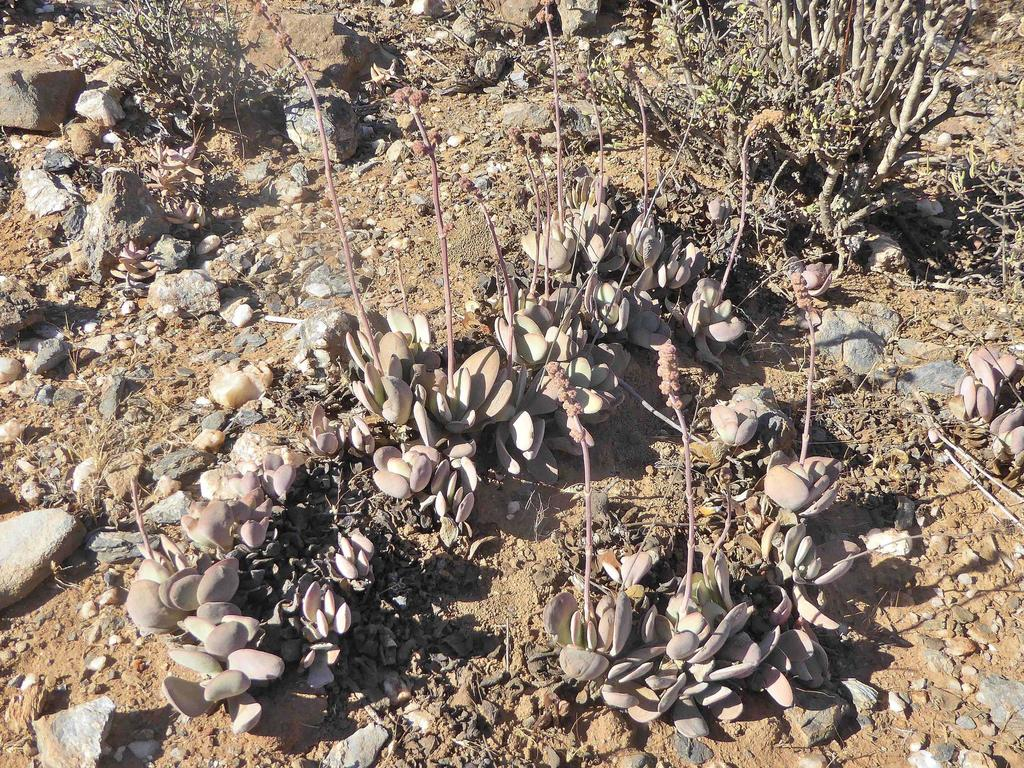
В естественной среде обитания

Встречается от Южной Намибии до Литл-Кару и Восточного мыса, охватывая юго-запад Намибии и обширные территории Капской провинции от Оранжевой реки до Вустера и Грейамстауна.
Распространен на гравийных склонах, часто связанных с выходами горных пород, преимущественно на южной стороне. Встречается на склонах гравийных холмов, выходах горных пород, ориентированных на юг. Обитает в различных регионах, таких как Верхнее и Нижнее Кару, Заросли Олбани и Кару в долине Дождевых теней. Также произрастает на гравийных склонах, окруженных камнями и кустарниками, а также на щебнистых склонах и обнажениях.

## Таксономия
Crassula cotyledonis Thunb., первое упоминание в Nova Acta Phys.-Med. Acad. Caes. Leop.-Carol. Nat. Cur. 6: 329 (1778).

### Синонимы
- Purgosea cotyledonis Sweet
- Crassula cotyledon Haw.
- Crassula dubia Schönland
- Crassula rehmannii Baker f.
- Crassula tayloriae Schönland
- Globulea cotyledonis (Thunb.) P.V.Heath
- Crassula cephalophora var. dubia (Schönland) Schönland
- Crassula canescens Roem. & Schult.
- Crassula canescens var. latifolia Harv.